# Xã Chickasaw, Quận Chickasaw, Iowa
Xã Chickasaw (tiếng Anh: Chickasaw Township) là một xã thuộc quận Chickasaw, tiểu bang Iowa, Hoa Kỳ. Năm 2010, dân số của xã này là 811 người.